# Himno Nacional Argentino

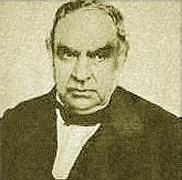
Vicente López y Planes, poeta da letra do hino nacional argentino.

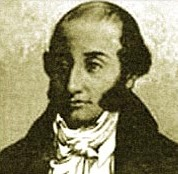
Blas Parera, compositor da música do hino nacional argentino.

O Himno Nacional Argentino (Hino Nacional Argentino) foi denominado originalmente Marcha patriótica, depois Canción patriótica nacional e posteriormente Canción patriótica. Uma cópia publicada em 1847 a chamou de Himno Nacional Argentino, nome conservado até hoje. Em algumas publicações estrangeiras, o hino é chamado de "¡Oíd Mortales!" ("Ouvi, mortais!"), as primeiras palavras da canção. A forma de execução e o texto estão estabelecidas no decreto 10.302 de 1944. Aprovado pela Assembléia Geral Constituinte em 11 de maio de 1813, foi composta por Vicente López y Planes e sua música por Blas Parera.
Em 1900, durante a presidência de Julio Argentino Roca, foi sancionado o decreto segundo o qual só são cantadas a primeira e a última estrofes e o refrão nas festas oficiais, colégios e escolas, com a intenção de manter a harmonia e a convivência com os espanhóis residentes no país.

## História
Em 26 de Maio de 1812, apresentou-se na Casa de Comédia da cidade de Buenos Aires a peça teatral El 25 de Mayo, de Luis Ambrosio Morante, baseada na Revolução de Maio de 1810, a qual terminava com um hino cantado pelos atores. Um dos espectadores, o portenho Vicente López y Planes, sentiu-se inspirado e nessa mesma noite escreveu a primeira estrofe de um hino para relembrar a peça de Morante, cuja música era de Blas Parera.
No dia 11 de Maio de 1813, a Assembléia Geral Constituinte o aprovou como "Marcha Patriótica". No dia seguinte, a Assembléia pediu a Parera encarrega-se de compor com urgência uma nova música. Alguns autores dizem que ele aceitou, mas passados vários dias não apresentou nenhum resultado. Finalmente negou-se a compor, alegando que a letra era ofensiva à Espanha e que ele temia as represálias do Governo Real. Foi preso pelo governo argentino e obrigado a compor sob pena de fuzilamento. Em uma só noite ele terminou a partitura (simplesmente copiou a música que havia composto para a peça teatral um ano antes). Foi libertado e no primeiro barco do dia 25 de Maio, abandonou para sempre a Argentina, vivendo vários anos no Rio de Janeiro (Brasil) e finalmente em Espanha, onde morreu.
Esta teoria sobre as razões da partida de Parera tem sido também refutada. O musicólogo Carlos Vega opina que: meses antes da partida, o governo argentino – o qual estava em guerra – exigiu a todos os espanhóis residentes, juramento de fidelidade à pátria nativa (Argentina) e morrer por sua independência total, legalizando sobra adesão mediante do documento de cidadania. Poderia ser que a adoção da nacionalidade argentina haveria sido uma imposição, demasiando dura para o idioma catalão, e acaso a causa de seu estranhamento súbito.
Estima-se que a obra foi apresentada no mesmo dia 25 de Maio de 1813, já que no dia 28 desse mesmo mês, se cantou durante uma função patriótica efetuada durante a noite, no teatro. Logo se a conheceria como “Canção Patriótica Nacional” e mais tarde simplesmente como “Canção Patriótica”. Mas em uma cópia publicada em 1847, aparece titulada como “El Himno Nacional Argentino”, nome usado até hoje.
A letra era marcadamente independentista e “antiespanhola”, como correspondia ao quotidiano da época. Até um verso do hino fazia refências à Marte, deus romano da guerra.
Tempo mais tarde, a “Assembléia do ano XIII” pede uma reforma na letra, para que o hino não quebrasse mais acordos com as novas oportunidades: Inglaterra se opunha vigorosamente a todo resto da autonomia das colônias da Espanha, sua aliada na guerra contra Napoleão Bonaparte. O embaixador britânico Lord Strangford, faz conhecer do governo de Buenos Aires, este era altamente fundamental para a declaração da independência prematura.
Desaparecem então os versos que anunciam: « Se levanta a fazer da Terra / uma nova e gloriosa Nação ». Mudanças aparecem, influenciadas por conceitos monarcas, quando os poderes competiam nas candidaturas dos príncipes europeus para governar a Argentina.
Há então uma percepção muito forte sobre o verso « Vede em trono à nobre igualdade » , afrancesamento relacionado com o propósito de coroar o Duque de Orleans (alguns outros autores falam que os orleanistas não estavam a favor da « nobre igualdade » da Revolução Francesa, ou ao contrário, que eram partidários do Antigo Regime). Os versos « E sobre as asas da glória eleva o povo, / ao trono digno a sua grande majestade », desapareceram na versão definitiva. E os versos « Já seu trono digníssimo abriram, / as Províncias Unidas do Sul. / E os livres do mundo respondem: / "Ao grande povo argentino, saúde!" » permaneceram.
Em 1860, o hino passou por outra modificação, encomendada pelo músico Juan Pedro Esnaola, que realizou uma versão orquestrada mais rica no ponto de vista harmônico.
Tendo por hino nacional, a Canção Patriótica de López; através de um largo período da nacionalidade, foi interpretado de acordo com o texto original; mas uma vez desaparecido na fúria do conflito contra a Espanha, em vésperas de um acertamento político com Espanha, devido a numerosas criticas por parte de representantes diplomáticos espanhóis, a canção nacional sofreu em seu enunciado uma modificação de forma que, o relativo a aquela parte que poderia temer um conceito pejorativo para outros países.

## Alteração da letra
Durante a segunda Presidência do general Julio Argentino Roca , em 30 de Março de 1900 um decreto referendado com a confirmação do Presidente da Nação e dos ministros Luis Maria Campos, Emilio Civit, Martín Rivadavia, Felipe Yofre, José Maria Rosa e Martín García Merou dispunha que:
« Sem produzir alterações no texto do Hino Nacional Argentino, tem nas estrofes que respondem perfeitamente ao conceito que universalmente tem as nações respeito de seus hinos em tempo de paz e que harmonizam com a tranqüilidade e a dignidade de milhares de espanhóis que compartilham nossa existência, as que podem e devem preferir-se para ser cantadas nas festividades oficiais, por quanto respeitem as tradições e a lei sem ofensa a ninguém, o Presidente Da República em acordo com os Ministros decreta: [Artigo 1º] Nas festas oficias ou públicas, assim como nos colégios, só cantarão a primeira e a última estrofe e o refrão da Canção Nacional sancionada pela Assembléia Geral Nacional em 11 de Maio de 1813. »
Desapareceram assim as marciais referentes a argentinos e a espanhóis.

## Como é cantado o hino nacional argentino
A primeira estrofe, todos os seus versos são cantados uma vez; A segunda estrofe, os dois primeiros versos não se repetem, os dois últimos versos ( Y los libres del mundo responden: / “Al gran pueblo argentino, ¡Salud!” ) se repetem três vezes; e o refrão, o primeiro verso não se repete, o segundo verso ( que supimos conseguir. ) é repetido duas vezes, o verso final ( ¡o juremos con gloria morir! ) é cantado três vezes.